# ماریا کوهن
ماریا کوهن (انگلیسی: Marya Cohn؛ زادهٔ ۱ ژانویهٔ ۱۹۵۳) فیلم‌نامه‌نویس و کارگردان اهل ایالات متحده آمریکا است.

## فیلمشناسی
- پرورش دادن
- دختر در کتاب